# Jesper Brochmand
 Der er flere personer med dette navn, se Jesper Brochmand (kancellisekretær).
Jesper Rasmussen Brochmand (5. august 1585 – 19. april 1652) var professor ved Københavns Universitet 1610-1638 og biskop over Sjælland fra 1638 til sin død.
Brochmand var en central person i opbygningen af det dogmatiske system der skulle danne begrundelsen for den rette lutherske lære i den periode i 1600-tallet der kaldes den lutherske ortodoksi, hvis optakt kan regnes fra Konkordieformlen (1577), og som mod 1600-tallets slutning afløstes af pietismen.

## Familieforhold. – Skolegang og uddannelse i Køge, Herlufsholm og Holland
Han udgik fra en gammel jysk slægt, som i det 16. århundrede havde sin hjemstavn i Skanderborg-Silkeborg egnen, og som – uvist af hvilken grund – har taget navn efter en ældre, indvandret tysk slægt. Han blev født 5. august 1585 i Køge og var broder til  Hans Rasmussen Brochmand.

Efter faderens død fik han også en jyde til stedfader, idet moderen, Bodil Jacobsdatter (født i København 1561), siden i sin enkestand ægtede Iver Christoffersen Schøller, der stammede fra Ribe. Han havde først været skriver på Dragsholm Slot under Arild Huitfeldt og nedsatte sig derefter som handelsmand i Køge. Da Jesper Brochmand var fem år gammel, blev han sat i fødebyens latinskole og sendtes efter otte års forløb til Herlufsholm, der dengang styredes af den bekendte filolog Hans Alanus. Under dennes vejledning gjorde han så hurtig fremgang, at han allerede 1601 kunne udgå til universitetet. Men endnu samme år kaldte Alanus ham tilbage for at lade ham overtage en hørervirksomhed ved skolen.
Moderen, der ikke synes at have rådet over store midler, gjorde dog udvej for, at han kunne fortsætte sine studier i udlandet, og 1603 forlod han skolen og rejste til Holland, hvor han fra 1604 af studerede i Leiden under de berømte filologer Justus Lipsius, Joseph Justus Scaliger, Daniel Heinsius og flere. Skønt han lod sig indskrive som teologisk student, omfattede hans studier dog, som det synes, udelukkende græsk og filosofi.
Senere opholdt han sig henved to år ved universitetet i Franeker,
hvor han fik tilladelse til at holde filosofiske forelæsninger, uagtet
han ikke havde taget nogen akademisk grad. Han udgav dem i
Franeker 1607 under titlen: «Disputationes variæ philosophicæ».

## Lærergerning og professorat ved Københavns Universitet (1610-1638)
Arild Huitfeldt, der var skoleherre på Herlufsholm, kaldte ham
1608 tilbage og overdrog ham rektoratet, som han overtog, efter
at han først havde taget magistergraden. Men allerede 1610
udnævntes han til professor pædagogicus ved universitetet. Året
efter ægtede han Sille Tønnesdatter Balckenburg, der var datter
af en købmand i Ålborg og i 13 år havde været i huset på
Borreby hos kansleren Christian Friis og fru Mette Hardenberg.
Kansleren holdt deres bryllup i København 24. juni 1611. 

1613 blev
Brochmand professor i græsk og udfoldede i denne stilling en virksomhed,
som ikke har været tilstrækkelig påagtet. Hans omfattende
kendskab til den klassiske litteratur, som især fremtræder i hans
Qvæstiones philologicæ et philosophicæ (1615), har senere sat
mærkbare spor i hans dogmatiske arbejder.

### Retsforfølgelser af den kryptocalvinistiske bevægelse
Medens han 1614 var dekan i det filosofiske fakultet, begyndte
de bekendte dogmatiske retsforfølgelser, der tilintetgjorde den
kryptocalvinistiske bevægelse og banede vejen for den lutherske enevælde i Den danske Kirke.
Ortodoksiens forkæmper, den
teologiske professor Hans Poulsen Resen, fandt i Brochmand sin mest trofaste
kampfælle.

Præsten Oluf Kock blev dømt for sit utilbørlige angreb
på Resen, men denne, der var udset til at være Sjællands biskop,
måtte dog, førend han tiltrådte embedet, efter kongelig befaling
udarbejde et forsvarsskrift, som skulle forelægges de københavnske
professorer og landets bisper, og hvori han gjorde rede
for sit dogmatiske standpunkt.

På et møde, der afholdtes på
universitetet, forelæste Brochmand skriftets otte kapitler, hvortil Resen føjede
nogle yderligere forklaringer. Da Brochmand derefter skulle afgive sin
erklæring, udtalte han sig i fuld overensstemmelse med Resen og
påstod, at skriftet intet indeholdt, som stred imod Guds Ord og
Den danske Kirkes symbolske bøger. 1615 tiltrådte Resen
bispeembedet, og samtidig hermed forfremmedes Brochmand til professor i
teologi og kreeredes endnu samme år til dr. theol.

### Sagen mod Oluf Kock
Men hans embedsgerning blev dog i de første år ofte afbrudt af anden virksomhed. De undersøgelser, som stod i forbindelse med den kockske sag, var endnu ikke afsluttet, men rettedes nu imod den fynske biskop Hans Knudsen Veile. 23. august 1615 blev der efter kongelig befaling nedsat en kommission, bestående af Christian Friis til Kragerup og professorerne Elias Eisenberg og Jesper Brochmand, der skulle undersøge biskoppens embedsforhold. Forhør afholdtes omkring i stiftet 1615 og genoptoges i København 1616. Sagen endte i juni samme år med, at Hans Knudsen Veile blev dømt som calvinist.

### Privatlærer for tronfølgeren på Kronborg
Brochmand optog derefter for en kort tid sin universitetsvirksomhed, men
den blev afbrudt allerede året efter, idet kongen i foråret
1617 udnævnte ham til lærer for tronfølgeren, den "udvalgte" Prins
Christian (som døde før faderen), dog således at han skulle vedblive at nyde sin professorløn, medens hans forelæsninger blev holdt af en anden teologisk
professor. I de to følgende år opholdt han sig med prinsen på
Kronborg. Under denne virksomhed, hvori han særlig lagde
vægt på at give sin elev en religiøs opdragelse, søgte han
ofte råd hos sin lærde velynder Holger Rosenkrantz til Rosenholm.
I juni 1620 skulle han have været universitetets rektor,
men valget måtte overføres på en anden, da han endnu var
ved hoffet, og først i juli samme år havde han fuldendt sit hverv og
fik som efterløn et kanonikat i Lunds domkapitel.
Det var imidlertid naturligt at han, der nød stor anseelse
som praktisk skolemand, blev taget med på råd ved de
forhandlinger, der på denne tid førtes om forbedringer i
skolevæsenet, og kongen overdrog ham endogså 1622 udarbejdelsen
af en ny skolebog. Men da dette ville drage ham for langt
bort fra hans embedsgerning, blev han fritaget for dette hverv
og kunne fra nu af uforstyrret hellige sig til en videnskabelig
virksomhed, der igennem lange tider blev af den største betydning
for Den danske Kirke.

### Kamp mod katolsk propaganda – polemisk virksomhed
Medens Resen nærmest havde stillet
sig som opgave at forsvare den lutherske lære over for angreb
fra reformert side, var det derimod kampen imod Romerkirken,
der blev hovedsagen for Brochmand.

Netop i de år, da han atter optog
sine teologiske forelæsninger, havde den katolske propaganda
begyndt en hemmelig mission i Danmark, og skønt disse forsøg
hurtig opdagedes, og de hemmelige udsendinger skyndsomst måtte
forlade landet, blev det dog pålagt Brochmand at holde forelæsning hvert
år imod de papistiske vildfarelser, for at den akademiske ungdom
bedre kunne oplyses om alle kontroverspunkter. Allerede i hans
første forelæsninger, der for største parten var udlægninger af
Mosebøgerne og Det Nye Testamente, er det polemiske element
stærkt fremtrædende og særlig rettet imod katolikker, arminianere  og socinianere.
Men på samme tid udgav han en række
disputatser om den kristelige religions dogmer, som udkom samlede
1626-1627 under titlen: «Controversiarum sacrarum pars I-II», og
hvortil han 1628 som pars III føjede: «Akropolis pontificatus».

Dette omfattende værk var rettet imod jesuiten kardinal Robert Bellarmin,
hvis skarpe angreb på den lutherske lære han gennemgik og
gendrev punkt for punkt. Men da tidsforholdene også gjorde
det nødvendigt, at menigmand blev oplyst om stridspunkterne,
udgav han 1627 «Gudelig undervisning, om et Guds barn uden sin
Sjæls største skade kan den papistiske religion antage» og «Et
kristen menneskes åndelige Kamp».

De hører begge til Brochmands mest
udbredte opbyggelsesskrifter, og det første, der har en afgjort
polemisk karakter, blev endnu optrykt 1853 som modvægt imod
den katolske propaganda.

### Brochmands dogmatiske hovedværk: «Universæ theologiæ systema», 1633
1633 havde Brochmand fuldendt sit store
dogmatiske hovedværk: «Universæ theologiæ systema», et omfattende
arbejde i to kvartbind, der snart vandt overordentlig anseelse i
hele Den lutherske Kirke og hurtig optryktes i udlandet. Det
udtog deraf, som han senere udgav («Epitome systematis theologiæ»,
1649), var her i landet i over et århundrede den almindelig
brugte dogmatiske håndbog ved teologiske forelæsninger og
disputatser.
Imidlertid havde Brochmand allerede 1634 genoptaget sin
polemiske virksomhed.

Christian 4.'s svoger, Markgrev Christian
Vilhelm af Brandenborg, var gået over til katolicismen , og
jesuiterne havde 1633 i Wien udgivet et skrift: «Speculum veritatis»
til forsvar for dette frafald. Kongen fandt sagen så vigtig, at
han befalede Brochmand at forfatte et modskrift, og denne udgav derfor
«Lychnos logou prophêtikou oppositus veritatis pontificiæ speculo»
(«Det profetiske Ords lys stillet imod den papistiske sandheds
Spejl»), som indeholder vigtige bidrag til oplysning om forfatterens
og tidens anskuelse om skriften, kirken, traditionen og fædrenes
vidnesbyrd og tillige giver en grundig apologi for Luther og hans virksomhed.
Han bruger den taktik at vise, at netop det
omvendte forhold af det, jesuiterne i «Speculum» påstår, finder
sted, idet det er katolikkerne, der hylder de vildfarelser, som de
lægger protestanterne til last. Skriftet er affattet i videnskabelig
alvor uden bitterhed og lidenskab. Men jesuiterne ville ikke
lade Brochmand have det sidste ord og overfaldt ham 1638 i «Apologia
speculi veritatis», som de dedicerede til Christian IV.

De kalder
Brochmand: «Forstyrrer af det romerske Rige, hans kejserlige majestæts
og de katolske fyrsters frækkeste foragter, en giftig edderkop,
en vanslægtet Absalon» og taler om «Spørgsmål, der er for
sindrige til at kunne løses af en, der er født i Danmarks tykke
Luft». Selve bevisførelsen i skriftet var i øvrigt meget svag. Ved
hårkløveri og idelige fordrejelser mener de stykke for stykke at
have gendrevet ham. Hele tonen viser, hvor godt Brochmand havde
ramt.
Et sådant skrift måtte både kongen og Brochmand selv ønske
besvaret, og han begyndte derfor at holde en række forelæsninger
på universitetet, hvori han på grundlag af de dogmatiske
anskuelser, som han tidligere havde fremført i «Lychnos», på ny
optrævlede det jesuitiske væv. Disse forelæsninger fortsatte han
til sin død, og de udkom først 1653 i fire store bind under titlen:
«Apologiæ speculi veritatis confutatio».

I modsætning til hans
tidligere polemiske arbejder er dette skrift holdt i en hvas og
bitter tone. Over for jesuiternes skarpe personlige angreb
fremtræder det som et forsvar for hans dogmatiske standpunkt og for
hele hans universitetsvirksomhed og blev tidsalderens fuldstændigste
opgørelse af mellemværendet imellem papisme og lutherdom.
Da Brochmand første gang førtes ind i de uendelige dogmatiske
stridigheder, som optog så stor en del af hans livsgerning, var
det spørgsmålet om kryptocalvinismen og i det hele taget om
forholdet til Den reformerte Kirke, der stod på dagsordenen.

Kampen imod Romerkirken trådte først senere i forgrunden;
men nu, da denne foreløbig var kommet til afslutning, kom
forholdet imellem de to protestantiske kirkesamfund atter på bane,
og Brochmand kunne nu lige så lidt som tidligere opgive sit stive
dogmatiske standpunkt. Hans udtalelser imod de reformerte er
endnu skarpere end imod papisterne, og han erklærer det for
umuligt at indgå kirkesamfund med «Modstandere af Gud og
Sandheden». 

Han udgav dog ingen nye stridsskrifter, men hans
sidste indlæg i dette spørgsmål fremkom 1639 igennem det
teologiske fakultets erklæring, der skarpt afviste et unionsforsøg,
som var udgået fra den skotske presbyterianer Johannes Duræus.

### Venskabet med velynderen Holger Rosenkrantz sættes over styr
Den store anseelse, Brochmand nød, medførte naturlig, at han måtte
få en afgørende indflydelse på affattelsen af de erklæringer
om danske kirkeforhold, som afæskedes landets bisper og det
teologiske fakultet. Han havde fra sin ungdom af stået i et
inderligt venskabsforhold til den lærde Holger Rosenkrantz, og
de brudstykker, der endnu er bevarede af deres brevveksling,
viser, hvor nær de stod hinanden i religiøs livsanskuelse; men Brochmands
fremskudte standpunkt nødte ham til at stille sig i modsætning
til sin lærde velynder i et enkelt dogmatisk spørgsmål, som
fremkaldtes dels ved uklare begrebsbestemmelser fra Rosenkrantz' egen
side og dels ved utidig ortodoks iver fra en anden side.
Rosenkrantz var en afgjort modstander af den skolastiske teologi, der,
som han påstod, havde fortrængt den gamle enfoldige kristendom.
Men i sin iver for at fremme det religiøse liv gik han til yderlighed
og fremhævede for ensidig de gode gerningers betydning.
Dette fremgik især af hans indledning til Markgrev Albrecht V's
«Fürstenspiegel», et tysk opbyggelsesskrift fra reformationstiden,
som Rosenkrantz udgav 1636, og imod hvilket superintendent
Stephan Klotz i Flensborg rettede et skarpt angreb, hvori han anklagede
udgiveren for vranglære.

Brochmand var på rejse, da kongen æskede det
teologiske fakultets erklæring, men blev opfordret til at
udtale sig skriftlig om spørgsmålet. Skønt han måtte indrømme
Klotz den formelle ret, gendrev han dog Rosenkrantz i en meget
mild og skånsom form. Men denne følte sig dybt krænket.

I forskellige småskrifter, som ikke blev trykt, søgte han at
forsvare sit standpunkt, og Brochmand gjorde sit til at klare spørgsmålet,
idet han 1641 udgav sin fortolkning af Jacobs Brev – den eneste
af sine fortolkninger, som han selv har udgivet. I fortalen til
dette skrift fremhæver han med særligt hensyn til Rosenkrantz,
at også de ortodokse agter en død tro for intet og lige så vel
som deres modstandere driver på en praktisk kristendom. Men
det gamle fortrolige forhold mellem to af datidens ædleste
personligheder var brudt, og de kom ikke senere til forståelse.

### Højnelse af den sædelige alvor. Hans huspostil bliver andagtsbog i to århundreder
I de år, hvori striden med Rosenkrantz stod på, havde
Brochmand dog selv givet et smukt vidnesbyrd om, hvor magtpåliggende
det var ham at vække det religiøse liv i den danske menighed
og løfte den til større sædelig alvor. 

1635 havde han udgivet
vinterparten af sin «Sabbati sanctificatio eller gudelig betænkning
over alle evangelier og epistler på søndage og alle hellige Dage». 

Sommerparten udkom 1638. De senere udgaver fik titlen:
«Huspostil eller korte forklaringer osv.» og var i to århundreder den
danske almues kæreste andagtsbog.

## Hans Poulsen Resens efterfølger som Sjællands biskop 1638-1652
Samtidig med, at han fuldendte dette sit andet store hovedværk, trådte han igennem en ny embedsvirksomhed i et inderligere forhold til det egentlige menighedsliv. I 28 år havde han virket som professor ved Københavns Universitet, og tre gange (1623, 1629 og 1635) havde han været dets rektor. Da døde biskop Resen 14. september 1638, og få dage efter bragte kansleren Christian Friis Brochmand underretning om, at kongen ved umiddelbart valg havde udnævnt ham til Sjællands biskop. 

Men Brochmand ville ikke modtage valget, når det ikke i overensstemmelse med kirkeordinansen var foretaget af stiftets provster. Da disse efter at være indkaldt til valg enstemmig havde ladet det falde på ham, befalede kongen ham uden vægring at modtage det, og 17. marts 1639 indviedes han af den skånske biskop Peder Winstrup.
Mens disse forhandlinger pågik, havde han den sorg at miste sin eneste søn, Christian Brochmand, en lovende ung mand, der på en studierejse i England beredte sig til at overtage et professorat i hjemmet. To andre børn var døde i en spæd alder, og Brochmand stod således nu uden livsarvinger. Efter samråd med sin hustru aflagde han derfor det løfte at ville anvende det nye embedes indtægter til gudelig brug og til hjælp for trængende, da Gud forud havde velsignet dem rigelig til eget behov.
Da Brochmand tiltrådte bispeembedet, fandt han endnu iblandt almuen mange levninger af katolsk overtro, og imod disse rettede han i 1639 sine første synodalskrivelser. Særlig advarede han imod misbrug af nadveren som lægemiddel imod legemlige sygdomme, ligesom han ivrede strengt imod brugen af trolddomskunster og påbød præsterne at føre flittigt tilsyn med besøgene
ved helligkilderne, men forbød dem ikke. Med Brochmand blev flyvende hekse og heksesabbater for første gang introduceret i dansk teologi. Hans hovedværk Universæ Theologiae systema fejlede dog i at få indført dæmonologiske læresætninger i dansk teologi, da den hverken overbeviste andre teologer, sognepræsterne eller den jævne befolkning. Selv var biskoppen overbevist om, at hekse fløj omkring på kosteskaft og deltog i heksesabbater, hvad fx Niels Hemmingsen aldrig fæstede nogen lid til.

### Gudstjeneste på dansk, salmesang, "stokkemetode", præsternes forhold og kirkebøger
Almuens oplysning søgte han at fremme ved at skærpe bestemmelserne om katekisation. Ligesom husandagten næsten lige ned til vore dage har søgt sin
næring i Brochmands huspostil, således bærer gudstjenesten i Den danske Kirke endnu igennem mange former præget af den sunde, praktiske religiøse sans, hvormed han omordnede den. Efter hans
forslag afskaffedes 1640 den latinske korsang, og fra den tid af blev hele gudstjenesten dansk. De bønner, hvormed denne endnu
den dag i dag indledes og sluttes, er af Brochmand, ligesom også kollekten og bønnen i fasten og på langfredag.
Efter hans forslag indførtes den tiltale, som endnu bruges ved uddelingen af nadverelementerne. Også salmesangens forbedring tog han sig af. Det blev påbudt, at der ingen salmer måtte synges
uden de, som almuen havde lært, og at kvinderne skulle synge med, og for at opnå en bedre overensstemmelse imellem tekst og melodi gennemgik han selv salmebogen og satte mærke ved
de salmer, han ønskede forandrede.

Han trådte derfor i forbindelse med den kongelige kapelmester Jacob Ørn og med præsten Søren Poulsen Judichær (Søren Poulsen Gotlænder). Omarbejdelsen betroede han den
sidstnævnte, og denne, der tidligere havde fået et lignende hverv af
biskop Resen, fuldførte også arbejdet; men hans forbedringer
kom dog kun gudstjenesten til gode for så vidt som en del af
dem optoges i nogle af de nye salmebøger, der blevet udgivet af
forskellige københavnske boghandlere. 

Ligeledes indførtes onsdagsprædikenen i fasten, og efter kongelig befaling udgav Brochmand til vejledning for præsterne sin Gudelig undervisning om Jesu Christi Pine og Død. I sine synodalskrivelser advarede han præsterne imod at være forsømmelige i udarbejdelsen af deres prædikener og påbød dem at gøre dem korte og fattelige, men for tillige
at hjælpe på tilhørernes årvågenhed blev det, vistnok efter hans forslag, befalet, at der skulle ansættes folk til at gå om i kirkerne og vække dem, der sov under prædikenen, ved at prikke dem med lange kæppe.
Præsterne fik tilhold om under deres
embeds fortabelse at holde rigtig bog over ægteviede, fødte og
døde. Han førte strengt tilsyn med gejstlighedens sædelighed
og påmindede den idelig om at vise tarvelighed i levemåde
og klædedragt. De præster, hvis kundskaber han ved bispeprøven
fandt for ringe, måtte, førend de tiltrådte deres embede, skriftlig
forpligte sig til at indhente det forsømte ved flittig læsning, men
han var tillige omhyggelig for at forbedre deres økonomiske stilling,
og mange præster, som sad i små kald, fik ved hans indstilling
tillæg af Kronens tiender.

Også simonien modarbejdede han
efter bedste evne og vakte derved undertiden de adelige kirkeejeres
uvilje.
Om Brochmands eftervirkninger på Færøerne
"... Den ortodokse lutheranske kristendom, som især blev drevet frem af den sjællandske biskop Jesper Brochmand, fik godt fæste på Færøerne og holdt sig betydeligt længere end i det øvrige rige. Brochmands andagtsbog fra ca. 1650, udgjorde, sammen med Kingos salmer fra 1699 en betydelig del af åndslivet, helt op i det tyvende århundrede. Man bruger i øvrigt stadig udtrykket Brochmandslestur om lange og kedelige tekster og taler. ..." (Kilde: Tjatsi.fo Arkiveret 27. september 2007 hos  Wayback Machine – tilknyttet det færøske postvæsen, Postverk Føroya jvf billedet ovenfor.)

### Skolevæsen
I forhandlingerne om skolevæsenets forbedring tog Brochmand en væsentlig del. Latinskolerne søgte han at opretholde, men fordrede tillige, at de for at bevare deres betydning skulle udstyres med de bedste lærekræfter. I 1641 indgav han selv et omfattende forslag til en ny skoleordning, som dog ikke gennemførtes. Han modtog gerne råd af dygtige praktiske skolemænd som den kendte rektor Hans Mikkelsen Ravn i Slagelse, med hvem han stod i livlig brevveksling, og hvis forkærlighed for musikken han delte.

Han besøgte ofte Herlufsholm, hvor han dvælede ved minderne om sin barndom og flittig overhørte eleverne. Som opdragelsesanstalt tillagde han den stor betydning, og med den som forbillede fik han i Roskilde oprettet en regens, hvor 30 elever skulle opdrages under omhyggeligt tilsyn af en konrektor.

Han gik strengt i rette med de skolemænd, der viste sig forsømmelige, men i sin nidkærhed gik han undertiden vel vidt, og den bekendte rektor Hans Kallundborg i Roskilde var i flere år udsat
for hans uvilje, indtil Brochmand ved en nærmere forklaring indså, at han var gået ham for nær.

### Brochmand som opdrager af unge adels- og borgermænd
Brochmand, der fra sin ungdom af havde vundet et navn som skolemand,
udfoldede også i sit eget hjem en betydningsfuld virksomhed
som opdrager. Han samlede om sig en skare af unge
studerende, der enten fik fast ophold i hans hus for at arbejde
under hans særlige tilsyn eller som daglige gæster fik adgang
til hans bord, hvor måltidet krydredes ved lærde og opbyggelige
samtaler.
Christian 4., der ikke havde glemt hans fortjenester som lærer for den unge prins Christian, overlod i 1636 sin søn født udenfor ægteskab, Ulrik Christian Gyldenløve, til at opdrages i Brochmands hus de næste seks år.

Kansleren Christian Friis til Kragerup lod sin søn Hans Friis opdrage hos ham, men også mange andre adelsjunkere opholdt sig i flere år i hans hus (f.eks. Niels Trolle, Niels Krabbe, Gregers Friis, Axel og Hans Skeel og flere), og med dem fulgte unge
studenter af borgerstanden, der tjente som hovmestre, således
Jacob Matthisen, der døde som biskop i Århus, Thomas Bang og
Jacob Knudsen, der begge siden vandt et navn som universitetslærere.

Men blandt de mænd af borgerstanden, som nævnes
iblandt Brochmands hus- og bordfæller, må særlig fremhæves to, som
siden fik en gennemgribende indflydelse på absolutismens
udvikling i Danmark: ærkebiskop Hans Svane og statsmanden Peder Griffenfeld.
At Brochmand med sin udprægede personlighed, sin varme
fædrelandskærlighed og sin trofaste hengivenhed for kongehuset
har øvet en betydningsfuld indflydelse på sine fostersønner, må
betragtes som givet, men at han direkte har påvirket dem i en
bestemt politisk retning, lader sig dog ikke bevise.

### Strid med "svigersønnepartiet", Corfitz Ulfeldt
Brochmand synes i det hele taget at have stået i godt forhold til
den danske adel. Fremragende slægter betroede ham jo deres
sønners opdragelse. Han var søgt som en yndet prædikant ved
deres bryllupper og ligfærd, og i fortalerne til hans mange
ligprædikener over adelsfolk findes smukke vidnesbyrd om gensidig
højagtelse. Kun fra én side var han genstand for hadefuld
forfølgelse.
Det såkaldte svigersønneparti med Corfitz Ulfeldt i
spidsen kunne ikke glemme de ydmygelser, der var tilføjede fru
Kirstine Munk og dem igennem hende. De søgte for en stor
del skylden hos det teologiske fakultet, men særlig hos Brochmand. 

Allerede 1630, da kongen havde bestemt sig til at forstøde Kirstine
Munk, havde teologerne tilrådet skilsmisse. Hun blev forvist
til Jylland, og det blev hendes børn forbudt at besøge hende.
Men de satte sig ud over dette forbud, idet de beråbte sig
på det 4. bud.
Kongen forelagde sagen for det teologiske
fakultet, der dengang bestod af Jesper Brochmand, Hans Resen og Laurits Scavenius, og dette afgav den erklæring, at børnene havde uret og ikke
kunne beråbe sig på Bibelen. Disse og især Corfitz Ulfeldt blev
yderst forbitrede og søgte lejlighed til at hævne sig.
Da Christian 4. lå på sit yderste og måske ikke var sig sin handling
fuldt bevidst, overtalte Ulfeldt ham til at sætte sit navn under
en stævning, hvorved de tre teologer indkaldtes til næste Herredag
for at svare for den forargelse, de havde vakt. Dagen efter døde
kongen, men han havde dog endnu i sine sidste timer givet Brochmand
et bevis på sin usvækkede tillid, idet han betroede
rigsklenodierne i hans varetægt, og Brochmand lod sig ikke ved Ulfeldts
trusler bevæge til at udlevere dem.

Men hans stilling var rystet,
og Ulfeldt var tilsyneladende den stærkeste. Hans forsøg på at
få de tre teologer suspenderet strandede dog på rigsrådernes
modstand, men derimod lykkedes det ham at få dem udelukket
fra at møde som valgmænd ved kongevalget. Sagen blev dog
ikke optaget på Herredagen, men ved formående velynderes
mægling tilvejebragtes der i juni 1648 et forlig, idet det
teologiske fakultet gav en for det meget ydmygende æreserklæring.
18. november 1648 holdt Brochmand en latinsk ligprædiken over den afdøde konge,
og 23.-24. november salvede han Frederik 3. og dronning Sophie Amalie. Men
Ulfeldts had var endnu ikke tilfredsstillet, og 1651 indstævnede
han atter Brochmand for Herredagen på grund af nogle undersøgelser,
han havde ladet foretage under Dina Winhovers' proces. Denne
gang blev Brochmand dog frikendt, da det oplystes, at undersøgelserne
var foretaget efter kongens befaling. Men disse krænkelser
havde nedbrudt Brochmands livskraft. Efter længere tids tiltagende
svækkelse døde han stille og gudhengiven 2. Påskedag, 19. april 1652.

### Testamente og eftermæle
Sit store bibliotek (o. 4.000 bind) testamenterede han til
universitetsbiblioteket. Han gav 7.000 rigsdaler til oprettelsen af 14
senge i Vartov og oprettede flere betydelige legater. Sille
Balckenburg, der døde 1661, 80 år gammel, havde allerede flere år før sin død bortgivet største delen af sin formue i legater til universitetet, Vor Frue Skole i København og Aalborg Hospital.
"Med Brochmand begyndte det teologiske studium at blomstre ved Københavns Universitet, og fra dets katheder har han formet Den danske Kirke. Den periode, hvori han fremtrådte, har man kaldet Danmarks lærde tidsrum. Al lærdom var teologi, og Brochmand stod som den lærdeste mand i landet."

Han stod på højde med Johann Gerhard og Leonhard Hutter i Tyskland og med jesuiternes
lærdeste teolog, Robert Bellarmin. Lige ned til Martensens dage
var han Nordens berømteste dogmatiker. Hans dogmatiske hovedværk,
Universæ theologiæ systema, falder i to hoveddele, der omfatter 49 artikler. Hver artikel eller hovedstykke afhandles
tredobbelt, tetisk, antitetisk og parænetisk, og deles i sektioner
eller kvæstioner og disse atter i paragraffer.

Først udvikles det
kirkelige begreb etymologisk, men på grundlag af den bibelske
sprogbrug og med bestandig henvisning til den klassiske litteratur.

Derefter arbejder han sig frem til en fuldstændig begrebsbestemmelse.
I den følgende antitese omhandler han vranglæren, som
han fører tilbage til åndelig forblindelse eller ond vilje. I det
sidste, parænetiske afsnit giver han sin etik og gennemgår de
religiøse tvivlsspørgsmål. Skriftfortolkningen er den traditionelle
og bunden til symbolerne, særlig til Konkordieformelen, skønt den
dog aldrig har været fastslået som symbol for Den danske Kirke.
Uagtet den skolastiske metode er strengt gennemført i Brochmands værk,
er det dog jævnt og enfoldigt både i indhold og form. Han
afskyer al spekulation og bruger ingen filosofiske terminologier.
Han er skarpere i sine definitioner end Johann Gerhard, mindre polemisk
og mere etisk end Leonhard Hutter og mere bibelsk end sine forgængere.

Til dette hans hovedværk knytter sig som forarbejde en art
kirkelig litteraturhistorie: Speciminis scriptorum ecclesiasticorum
primi a nato salvatore seculi eksercitationes, der udkom 1633-38.

Han gennemgår heri en stor række skrifter fra symbolum apostolicum til Clemens Romanus' og Ignatius' skrifter, afgør deres ægthed eller uægthed i følge ydre og indre grunde og gør i
det hele taget en besindig brug af den højere kritik. Særlig må
fremhæves hans bedømmelse af Sibyllinerne, hvis uægthed han grundig har godtgjort før nogen anden kritiker.
Men ligesom hans "Systema" igennem århundreder har behersket vor
dogmatiske udvikling, har opbyggelsesforedraget i Danmark igennem ham nået højere end nogen sinde siden før Mynster og Grundtvig.
Hans prædikener må nærmest betegnes som bibellæsninger. 

"Umiddelbart er det her aldrig hans opgave at fremstille eller forklare dogmerne, men, ligesom i sin tid reformatorerne, følger han bibelteksten sætning for sætning, idet han bestandig med andre skriftord støtter og oplyser alt, hvad der af tekstens ord kan uddrages til opbyggelse for livet.
Hans livsanskuelse er ensidig og mindre fri og rummelig end Luthers. Det naturlige menneskeliv skydes utilbørlig til side, så at der kun er nogen plads for familie- og fædrelandsfølelserne, liden eller slet ingen for den naturlige sandhedstrang eller for skønhedsglæden i nogen af dens skikkelser, men strengt sædelig er denne livsanskuelse, og dertil træder den hos ham frem på så ægte dansk måde, i ordets bedste forstand, at man ikke kan undres over, at Brochmands Postil lige til vore dage har været alvorlige kristne en kær ven og vejleder til forståelse af Guds Ord, til stadfæstelse i troen, til støtte for sædeligheden, til trøst i livets og dødens Kampe."
Pontoppidan: Annales eccles. Dan. IV, 76 ff.
Zwergius:  Siellandske Clerisie I, 169 ff.
Historisk Calender III, 193 ff.
Ny kirkehistorisk Samling. III, 667 ff.
Rosenberg:  Nordboernes Aandsliv III, 315 ff. 405 ff.
S. M. Gjellerup

## Eksterne links
- Jesper Brochmand på gravsted.dk
- Om Jesper Rasmussen Brochmand hos: RoskildeHistorie.dk
- Nogle personer omtalt i artiklen:
  - Johann Gerhard – Leonhard Hutter "... a stern champion of Lutheran orthodoxy" – Om jesuiten Robert Bellarmin Arkiveret 23. februar 2005 hos  Wayback Machine
  - ... studerede i Leiden under de berømte filologer Justus_Lipsius – Joseph Justus Scaliger – Daniel_Heinsius
- Online opslag: Katolsk minilexikon Arkiveret 17. januar 2008 hos  Wayback Machine

- Denne artikel bygger på S. M. Gjellerups Biografi i 1. udgave af Dansk biografisk leksikon, tillige omfattende Norge for tidsrummet 1537-1814, Udgivet af C. F. Bricka, 19 bd, Gyldendal, 1887-1905